# Набесна (река)
Набесна (англ. Nabesna River) — река в восточной части штата Аляска, США. В административном отношении протекает по территории зон переписи населения Коппер-Ривер и Саутист-Фэрбанкс. Длина реки составляет 117 км.
Берёт начало из талых вод ледника Набесна, расположенного на северных склонах гор Врангеля, на территории национального парка Рангел-Сент-Элайас. Течёт преимущественно в восточном и северо-восточном направлениях. Вблизи населённого пункта Нортуэй-Джанкшн сливается с рекой Чизана, образуя при этом реку Танана (приток Юкона).